# Luigi Binda
Luigi Binda (Milano, 9 giugno 1896 – Lecco, 31 marzo 1978) è stato un cestista, multiplista e calciatore italiano, di ruolo portiere.
Era il fratello maggiore di Carlo Binda, velocista e portiere dell'Inter.

## Carriera

### Calcio
Dopo gli esordi nelle giovanili del Legnano, nel 1912 fu prelevato dall'Inter che l'anno successivo lo cedette al Nazionale Lombardia.
Nel dopoguerra passò al Milan con cui giocò per tre stagioni dal 1919-1920 fino al 1921-1922, totalizzando 48 presenze tra i pali della porta rossonera. Dopo un anno al Novara con cui disputò 21 partite nel campionato di Prima Divisione 1922-1923, tornò al Milan scendendo in campo per altre 2 volte nella stagione 1923-1924.
Lasciato il Milan nel 1925, militò per un anno nella Juventus Italia in Seconda Divisione.

### Altri sport
Fu considerato il primo atleta polivalente nazionale, in quanto praticò con successo parecchie discipline sportive, a cominciare dal decathlon, del quale fu tre volte campione italiano, tanto da meritarsi la convocazione, nella nazionale di atletica, alle Olimpiadi del 1924, cui però non riuscì a partecipare a causa di un infortunio al menisco occorso durante una partita di campionato. Successivamente si dedicò al basket, che praticò con la maglia dell'ASSI Milano con cui vinse il Campionato italiano maschile di pallacanestro 1925, al canottaggio, vestendo i colori della Canottieri Milano, ed infine al rugby..

## Statistiche da calciatore

### Presenze e reti nei club
| Stagione        | Squadra         | Campionato      | Campionato | Campionato | Coppe nazionali | Coppe nazionali | Coppe nazionali | Coppe continentali | Coppe continentali | Coppe continentali | Altre coppe | Altre coppe | Altre coppe | Totale | Totale |
| Stagione        | Squadra         | Comp            | Pres       | Reti       | Comp            | Pres            | Reti            | Comp               | Pres               | Reti               | Comp        | Pres        | Reti        | Pres   | Reti   |
| --------------- | --------------- | --------------- | ---------- | ---------- | --------------- | --------------- | --------------- | ------------------ | ------------------ | ------------------ | ----------- | ----------- | ----------- | ------ | ------ |
| 1919-1920       | Milan           | PC              | 9          | -14        | -               | -               | -               | -                  | -                  | -                  | -           | -           | -           | 9      | -14    |
| 1920-1921       | Milan           | PC              | 19         | -22        | -               | -               | -               | -                  | -                  | -                  | -           | -           | -           | 19     | -22    |
| 1921-1922       | Milan           | PD              | 20         | -33        | -               | -               | -               | -                  | -                  | -                  | -           | -           | -           | 20     | -33    |
| 1922-1923       | Novara          | PD              | 21         | -22        | -               | -               | -               | -                  | -                  | -                  | -           | -           | -           | 21     | -22    |
| 1923-1924       | Milan           | PD              | 2          | 0          | -               | -               | -               | -                  | -                  | -                  | -           | -           | -           | 2      | 0      |
| 1924-1925       | Milan           | PD              | 0          | 0          | -               | -               | -               | -                  | -                  | -                  | -           | -           | -           | 0      | 0      |
| Totale Milan    | Totale Milan    | Totale Milan    | 50         | -71        |                 | -               | -               |                    | -                  | -                  |             | -           | -           | 50     | -71    |
| Totale carriera | Totale carriera | Totale carriera | ?          | ?          |                 | ?               | ?               |                    | ?                  | ?                  |             | ?           | ?           | ?      | ?      |